# Stallhof
Stallhof là một đô thị thuộc huyện Deutschlandsberg thuộc bang Steiermark, nước Áo. Đô thị Stallhof có diện tích 1,06 km², dân số thời điểm cuối năm 2005 là 542 người.